# 大同王
大同王（？—？），名阿巴把乞儿（Abū Bakr，也译为也勒伯罗、阿孛伯），又作歹都王（黄金史记音：Daitong），瓦剌贵族首领，脱懽之子，也先的弟弟。一说即伯都王。
明朝正统、景泰年间，大同王多次随兄长也先进攻中原。明代宗景泰五年（1454年），瓦剌内讧，歹都王和赛罕王设计毒杀阿剌知院次子。也先死后，明英宗天顺元年（1457年），他联合阿剌知院的儿子昂克秃，和东蒙古的孛来抗衡。